# Castoroides
Гігантський бобер (Castoroides) — вимерлий рід бобрів, що існував впродовж плейстоцену в Північній Америці. Найбільший представник родини, що коли-небудь існував.

## Опис

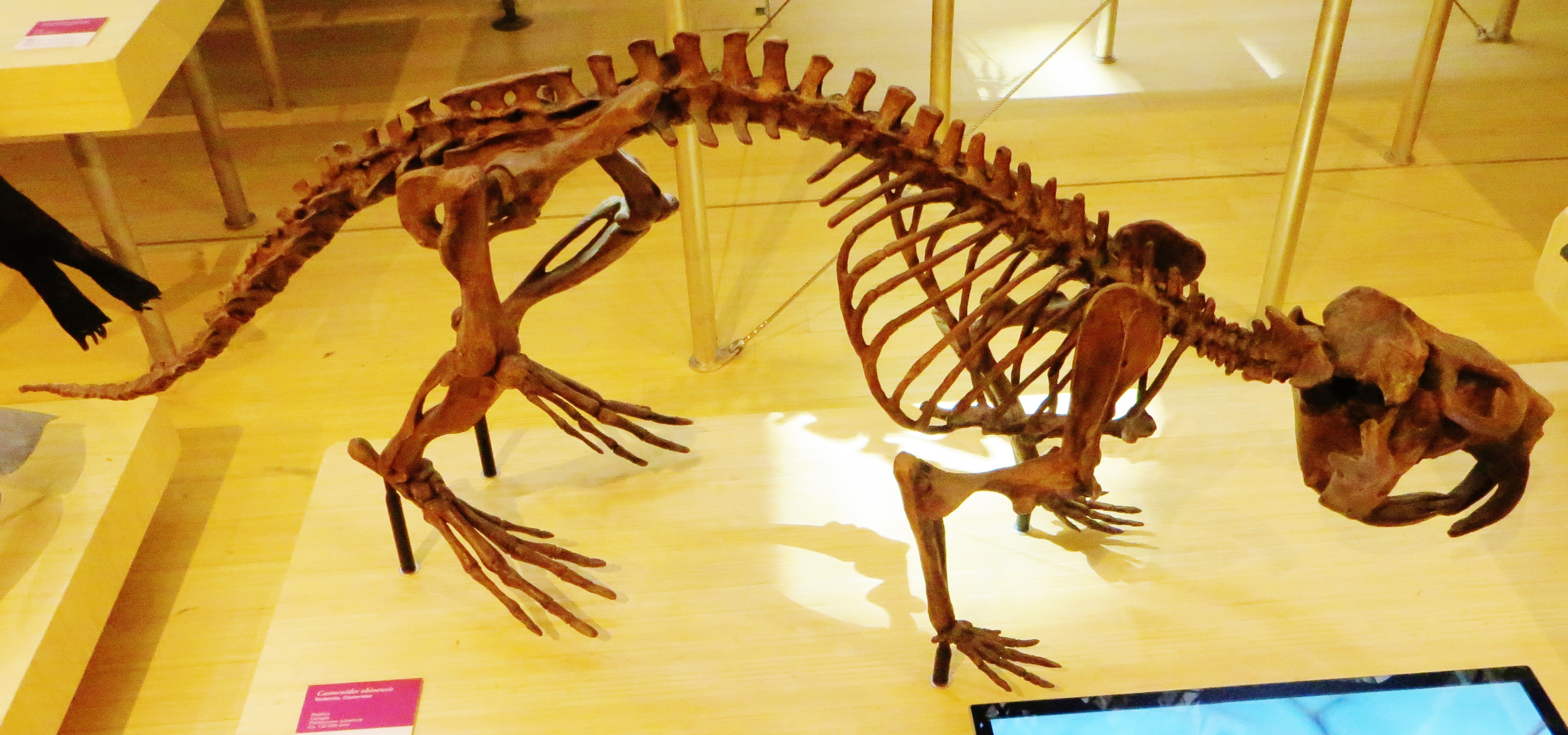
Скелет Castoroides ohioensis

Гігантський бобер був схожий на сучасних бобрів, за винятком того, що, як випливає з його загальної назви, він був значно більшим — досягав 2,4 метра в довжину, що робило його одним із найбільших гризунів Північної Америки під час останнього льодовикового періоду, і важив приблизно 60—100 кг — розмір сучасного чорного ведмедя.
Його задні лапи були набагато більшими, ніж у сучасних бобрів, але оскільки залишків м'яких тканин не було знайдено, невідомо, чи був його хвіст таким, як у сучасних бобрів. Таким же чином можна лише припустити, що їхні ноги були перетинчастими, як у сучасних видів.
Різці були довжиною 15 сантиметрів і мали тупі заокруглені кінчики, на відміну від долотоподібних кінчиків сучасних зубів бобра. Корінні зуби були добре пристосовані до сточування і нагадували корінні капібари з S-подібним малюнком на поверхні молярів.